# Постиндустриална икономика
Постиндустриална икономика описва етап от развитието на индустриална икономика, при който относителното значение на промишленото производство намалява, а нараства това на услугите, информацията и научните изследвания. Такива икономики се отличават най-често с:
- свиваща са промишленост (declining manufacturing sector) във връзка с деиндустриализацията;
- голям сектор на услугите;
- нарастване в количеството на информационните технологии, често водещо на информационна ера. Информацията, знанието и изобретателността се превръщат в новите суровини на такава икономика;
- наблюдава се тенденцията развитите страни да изнасят индустриалното си производство в по-малко развити страни, за да се осъществява то при по-ниски разходи: например, Западна Европа изнася промишленото си производство в Източна Европа, Китай, Индия и Африка.